# Carl Benz Center

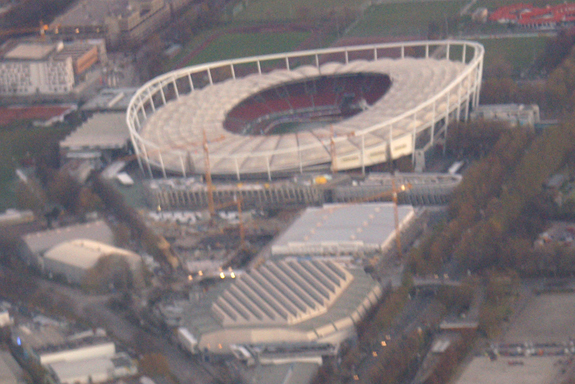
MHPArena, Carl Benz Center, Porsche-Arena und unten die Hanns-Martin-Schleyer-Halle

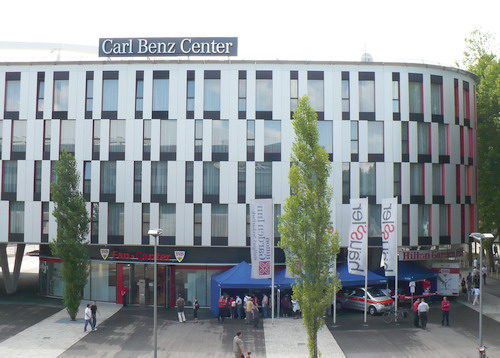
Carl Benz Center von Norden

Das Carl Benz Center ist ein 2006 eröffnetes Veranstaltungszentrum im Neckarpark in Bad Cannstatt (Stuttgart). Investor des 75-Millionen-Euro-Projektes ist Rudolf Häussler. Das Carl Benz Center bietet rund 20.000 Quadratmeter Nutzfläche, von denen allein der VfB Stuttgart 4.000 nutzt.

## Standort
Das Carl Benz Center liegt mitten im Neckarpark zwischen der Porsche-Arena und der MHPArena. Verkehrsmäßig ist es an die Bundesstraßen B10 und B14 angebunden. An die öffentlichen Verkehrsmittel ist das CBC ebenfalls angeschlossen. In nächster Nähe liegen die Stadtbahn-Haltestelle „Neckarpark (Stadion)“, die von der Stadtbahnlinie U19 und zusätzlich bei Veranstaltungen von der U11 bedient wird sowie Bushaltestellen am Stadion. Außerdem liegt die S-Bahn-Haltestelle „Neckarpark (Mercedes-Benz)“ fußläufig in der Nähe. In unmittelbarer Nähe befinden sich 300 und im Umkreis rund 10.000 Parkplätze.

## Geschichte
Der Bau des Centers beruht auf einer gemeinsamen Idee von Rudi Häussler und dem VfB Stuttgart. Im Jahr 2005 wurde der Bau vom Stuttgarter Gemeinderat unter der Bedingung beschlossen, dass der Außenbereich des Gebäudes bis zur Fußball-Weltmeisterschaft 2006 fertiggestellt ist. Dieses Ziel wurde auch eingehalten.
Ursprünglich sollte das Center bereits im Herbst 2006 vollständig eröffnet werden; die Eröffnung war zunächst für den 5. Oktober 2006 geplant, musste aber wegen eines Wassereinbruchs verschoben werden. Am 16. Mai 2007 wurde das Carl Benz Center endgültig eingeweiht.

## Inhaltliches Konzept
Das Carl Benz Center besteht aus der Carl Benz Arena, einem 4-Sterne-Hotel mit 150 Betten samt dem dazugehörigen Wellnessbereich und verschiedenen Einrichtungen des VfB Stuttgart. Die Gastronomie besteht aus einer Sportsbar mit einem Biergarten.
Die Außenflächen sowohl zwischen dem Carl Benz Center und der MHPArena als auch das begrünte Plateau vor dem Center können für Outdoor-Veranstaltungen und Trendsport-Events genutzt werden.

### Carl Benz Arena

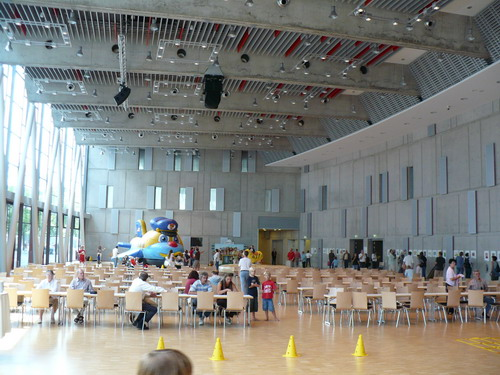
Carl Benz Arena

Die ca. 1.500 m² große und bis zu 2.000 Personen fassende Carl Benz Arena bietet verschiedene Nutzungsmöglichkeiten wie Messen, Tagungen, Sportveranstaltungen sowie kulturelle Veranstaltungen.

### Einrichtungen des VfB Stuttgart
Besonders für die Fans des VfB Stuttgart dient das Carl Benz Center bei Heimspielen als Anlaufstelle: Neben der Möglichkeit zur Nutzung der Carl Benz Arena steht den Anhängern im Carl Benz Center ein Service-Center mit Fanshop, Ticketing-Bereich und Mitgliederverwaltung zur Verfügung. Außerdem besitzen die Fanclubs im Center eigene Räumlichkeiten.
Des Weiteren verfügt der VfB dort über eine Jugendakademie inklusive eines 900 Quadratmeter messenden Kunstrasen-Spielfelds auf dem Dach des Centers. Für die gesundheitliche Betreuung der VfB-Spieler betreibt der Verein ein Reha-Center, das auch für die Öffentlichkeit zugänglich ist.